# Lone Rock (Iowa)
Pour les articles homonymes, voir Lone Rock.
La ville de Lone Rock est une localité du comté de Kossuth, située dans l’Iowa, aux États-Unis. Elle comptait 157 habitants lors du recensement de 2000. La ville est nommée d'après un large rocher. Lone Rock s'appelle d'ailleurs "The Neatest Little Town in Iowa" (La plus soignée des petites villes d'Iowa). 

## Démographie
Selon le recensement de 2000, il y avait 157 habitants, 75 ménages et 42 familles résidant dans la ville. La densité de population était de 528,3 habitants par km2. La composition raciale était composée à 98,09 % de blancs.

## Personnalités
- Harold Fischer, Jr. (1925-2009), as américain de la guerre de Corée, est né à Lone Rock.